# Bradt Travel Guides
Pour les articles homonymes, voir Bradt.
Bradt Travel Guides est un éditeur de guides de voyage fondé en 1974 par Hilary Bradt (en) et son mari George, qui ont co-écrit le premier guide Bradt sur une barge fluviale sur un affluent de l'Amazone.

## Histoire

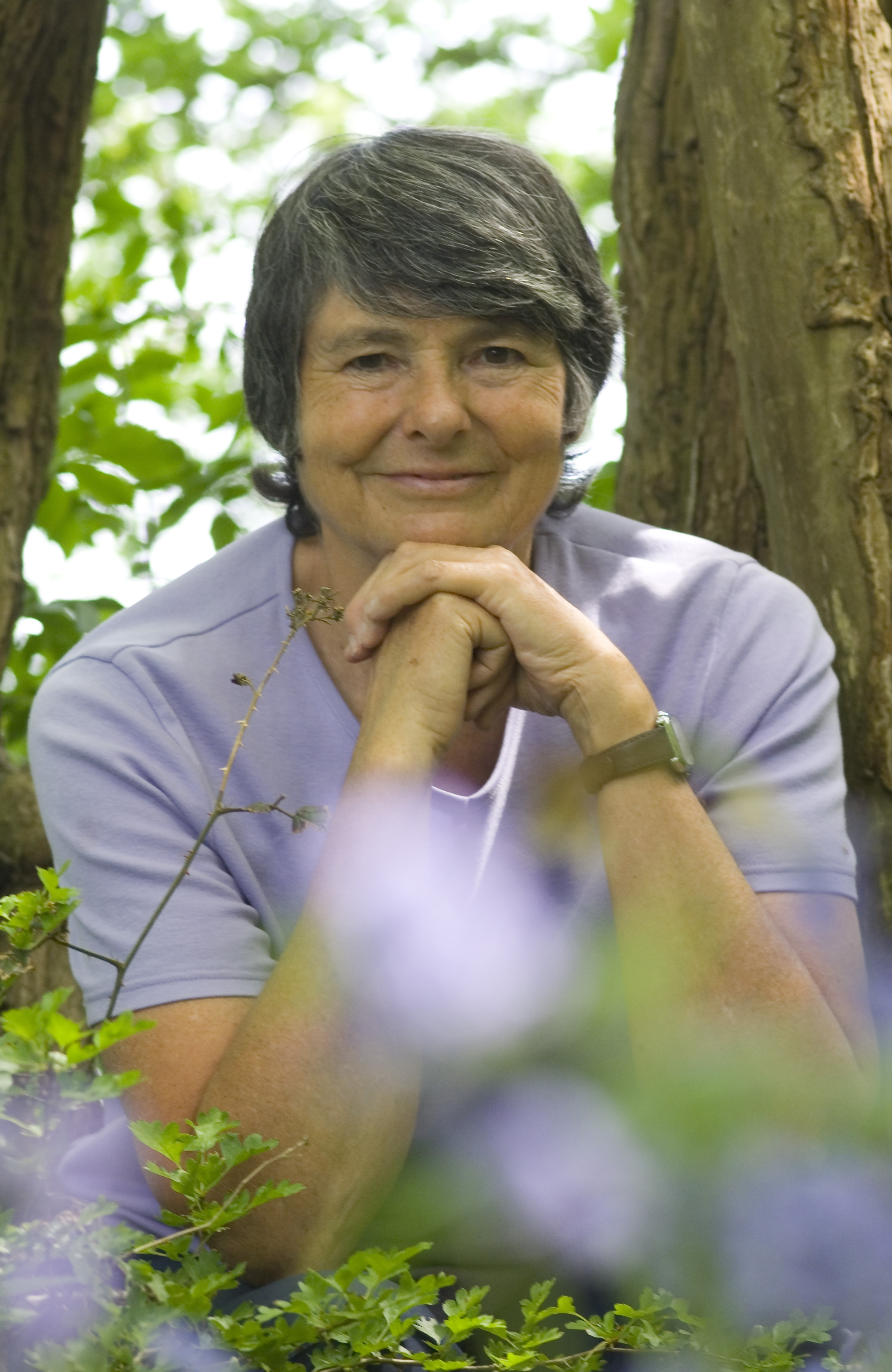
La fondatrice, Hilary Bradt, en 2006.

Depuis sa création, Bradt est devenu l'un des principaux éditeurs de voyages indépendants et qui a la réputation de s'attaquer aux destinations négligées par d'autres éditeurs de guides. Les guides Bradt ont été cités par The Independent comme couvrant « des parties du monde que les autres éditeurs de voyages n'atteignent pas » et près des deux tiers des guides figurant sur la liste de l'éditeur n'ont pas de concurrence directe en anglais d'autres éditeurs de voyages.
Il s'agit notamment de guides vers des régions d'Asie, d'Amérique latine et d'Afrique, en particulier, qui traditionnellement n'ont pas été largement couvertes par les éditeurs de guides, ou qui n'ont pas une longue histoire de tourisme. Bradt possède également une longue liste de guides régionaux européens vers des destinations telles que le Péloponnèse, la Vendée et le Pays basque.
Les guides résument brièvement l'histoire de la destination. Chaque guide couvre ensuite les bases telles que la géographie et le climat, la faune, les langues et la culture, les soins de santé et les médias. Les chapitres suivants sont généralement organisés sur une base géographique, abordant les principales villes ou régions de destination dans un ordre systématique. Selon Michael Palin : « Les guides Bradt sont écrits par des experts et plus longs que les autres sur les détails locaux ».
Les guides Bradt sont souvent écrits par des auteurs qui vivent dans le pays ou la région sur lequel ils écrivent ou y ont beaucoup voyagé depuis de nombreuses années, plutôt que par des écrivains de voyage professionnels. En tant que tels, ils peuvent être écrits de manière peu conventionnelle par rapport aux guides touristiques normaux. Les guides Bradt transmettent souvent des informations sur la nature de la population locale, sur la base des expériences de l'auteur. Les chapitres sur la santé sont rédigés en collaboration avec un médecin ayant beaucoup voyagé, comme Jane Wilson-Howarth (en) ou Felicity Nicholson.

## Pays et régions couverts par les guides
Note : ci-dessous sont listés les titres des guides.

### Afrique
- Afrique (continentale)
- Angola
- Botswana
- Burkina Faso
- Cameroun
- Cap-Vert
- Congo
- Guinée équatoriale
- Érythrée
- Éthiopie
- Gabon
- Gambie
- Ghana
- Côte d'Ivoire
- Kenya
- Madagascar
- Malawi
- Île Maurice (incl. Rodrigues et La Réunion)
- Mozambique
- Namibie
- Nigeria
- Rwanda
- Sao Tomé-et-Principe
- Sénégal
- Seychelles
- Sierra Leone
- Somaliland
- Afrique du Sud
- Soudan du Sud
- Soudan
- Swaziland
- Tanzanie (et Northern) et Zanzibar
- Ouganda
- Zambie
- Zimbabwe
- Sainte-Hélène, Île de l'Ascension et île Tristan da Cunha

### Amériques et Caraïbes
- Amazon
- Argentina
- Canada (Nova Scotia)
- Chile
- Colombia
- Dominica
- Ecuador
- Falkland Islands
- Grenada
- Guyana
- Haiti
- Panama
- Paraguay
- Peru (Trekking)
- Suriname
- United States (Rail guide)
- Uruguay
- Venezuela

### Wildlife
- Antarctica
- Arctic
- Australia
- British Isles
- Central et Eastern Europe
- China
- Galapagos Islands
- Madagascar
- Pantanal
- Peru
- Southern Africa
- Sri Lanka

### Europe
- Albania
- Armenia (et Nagorno Karabagh)
- Azores
- Belgium (Flanders, Mons et Waterloo)
- Bosnia and Herzegovina
- Bulgaria
- Croatia (et Istria)
- Cyprus (Northern)
- Estonia
- Faroe Islands
- France (Lille, The Basque Country et The Vendee)
- Georgia
- Finland (Lapland)
- Greece (Peloponnese)
- Hungary
- Iceland
- Italy (Abruzzo, Emilia-Romagna et Liguria)
- Kosovo
- Luxembourg
- Malta (et Gozo)
- Montenegro
- North Macedonia
- Portugal (Alentejo)
- Romania (Transylvania)
- Scotland (Outer Hebrides)
- Serbia
- Slovenia
- Slovakia (Bratislava)
- Svalbard (Spitsbergen)
- Sweden (West)
- Switzerland (Rail, road and lake)
- Ukraine
- The Northern Lights
- World War One Battlefields

#### Slow Guidesto theUnited Kingdom
- Cornwall
- Cheshire
- Cotswolds
- Devon (North Devon, South Devon, East Devon et the Jurassic Coast)
- Dumfries and Galloway
- New Forest
- Norfolk
- Northumberland
- North York Moors et Yorkshire Wolds
- Peak District
- Shropshire
- Suffolk
- Sussex
- Yorkshire Dales

### Asie, Asie centrale et Moyen-Orient
- Bangladesh
- Bornéo
- Iran
- Iraq
- Israel
- Jordan
- Kashmir
- Kazakhstan
- Kyrgyzstan
- Maldives
- Mongolia
- North Korea
- Oman
- Palestine
- Sri Lanka
- Taiwan
- Tajikistan
- Tibet
- Turkmenistan
- Uzbekistan